# Амурские тигры
«Амурские тигры» — молодёжная команда по хоккею с шайбой из города Хабаровска, составленная, в основном, из воспитанников хоккейного клуба «Амур» для участия в чемпионате МХЛ.

## История
Молодёжная хоккейная команда «Амурские тигры» была создана в 2010 году. С самого начала хабаровчан, появившихся в Молодёжной хоккейной лиге на год позже её создания, определили в зону «Центр» конференции «Запад» МХЛ, руководствуясь принципами экономии и сокращения перелетов. Первым главным тренером «Амурских тигров» был назначен Михаил Комаров. Под его руководством в свой первый сезон 2010/2011 годов команда с первой попытки вышла в плей-офф, дойдя до полуфинала конференции и заняв в итоге 6 место. В матчах плей-офф хабаровчане переиграли ярославский «Локо» (3-0) и уступили воскресенскому «Химику» (2-3). Во втором сезоне 2011/2012 годов хабаровчане, сменившие в октябре 2011 года тренера на Юрия Качалова вновь вышли в плей-офф и дошли до полуфинала конференции, заняв в итоге 7 место. Тогда хабаровчане переиграли воскресенский «Химик» (3-2) и уступили мытищенским «Атлантам» (0-3). В первые два сезона в составе «Амурских Тигров» играли такие хоккеисты, как Сергей Плотников, Александр Осипов, Дмитрий Лугин, Вячеслав Литовченко, Павел Дедунов и многие другие. Начиная с третьего сезона, «Амурские тигры» постепенно скатились вниз в турнирной таблице и не попадали в плей-офф 2 года. После провального сезона 2013/2014, когда хабаровская команда заняла своё худшее в истории 34 место, её главный тренер Юрий Качалов был отправлен в отставку, а на его место был назначен Валерий Давлетшин, ранее уже работавший с юными хабаровскими хоккеистами. Компанию ему составили тренер Юрий Фимин, тренер вратарей Валентин Писарев и тренер по физподготовке Алексей Рыщенков, который впервые пришёл в клуб по рекомендации Валерия Давлетшина. В сезоне 2014/2015 руководством клуба была поставлена задача выйти в плей-офф. Команда справилась с этой задачей в самом последнем матче регулярного чемпионата, но проиграла в 1/16 финала плей-офф ярославскому «Локо» 3:0. В следующем сезоне в плей-офф выходило в два раза меньше команд, и, несмотря на то что «Амурские тигры» вновь туда вышли в последнем матче, их выступление можно считать намного удачней.

### Азиатский кубок вызова среди молодёжных команд 2013
В июне 2013 года Хабаровск провёл Азиатский кубок вызова среди молодёжных команд. В турнире приняло участие 3 команды: молодёжные сборные Японии и Южной Кореи и команда «Красные звёзды», представляющая Молодёжную хоккейную лигу. «Красные звёзды» были полностью составлены из игроков «Амурских Тигров», они обыграли корейцев и уступили японцам, тем самым заняв второе место.

## Достижения
- Азиатский кубок вызова по хоккею с шайбой среди молодёжных команд: 2013

## Статистика команды в МХЛ

### Регулярный чемпионат
Примечание: И — количество игр, В — выигрыши в основное время, ВО — выигрыши в овертайме, ВБ — выигрыши по буллитам, ПО — проигрыши в овертайме, ПБ — проигрыши по буллитам, П — проигрыши в основное время, ГЗ — голов забито, ГП — голов пропущено, О — очки.
| Сезон   | И  | В  | ВО | ВБ | ПБ | ПО | П  | О   | ГЗ  | ГП  |
| ------- | -- | -- | -- | -- | -- | -- | -- | --- | --- | --- |
| 2010/11 | 54 | 31 | 0  | 1  | 1  | 0  | 21 | 96  | 175 | 136 |
| 2011/12 | 60 | 27 | 2  | 6  | 4  | 1  | 20 | 102 | 184 | 158 |
| 2012/13 | 64 | 22 | 1  | 5  | 4  | 3  | 29 | 85  | 158 | 179 |
| 2013/14 | 56 | 11 | 1  | 4  | 5  | 2  | 34 | 48  | 113 | 230 |
| 2014/15 | 55 | 15 | 1  | 2  | 2  | 2  | 33 | 55  | 106 | 219 |
| 2015/16 | 40 | 17 | 2  | 4  | 1  | 0  | 16 | 64  | 126 | 117 |
| 2016/17 | 56 | 25 | 2  | 1  | 2  | 4  | 22 | 87  | 175 | 172 |

### Плей-офф
- Сезон 2010/11

1/8 финала: Амурские тигры — Локо — 3-0 (5:1, 2:1, 1:0)
1/4 финала: Амурские тигры — МХК Химик — 2-3 (2:3, 2:4, 5:0, 7:4, 1:4)
- Сезон 2011/12

1/8 финала: Амурские тигры — МХК Химик — 3-2 (2:3Б, 2:3Б, 4:1, 5:3, 2:1ОТ)
1/4 финала: Амурские тигры — Мытищинские атланты — 0-3 (4:5Б, 2:4, 1:2)
- Сезон 2012/13

Участие не принимали
- Сезон 2013/14

Участие не принимали
- Сезон 2014/15

1/16 финала: Амурские тигры — Локо — 0-3 (1:2, 1:3, 1:3)
- Сезон 2015/16

1/8 финала: Амурские тигры — Локо — 0-3 (0:2, 1:3, 2:3ОТ)
- Сезон 2016/17

Участие не принимали

## Главные тренеры
- Михаил Комаров, 05.07.2010 — 14.10.2011
- Юрий Качалов, 14.10.2011 — 22.04.2014
- Юрий Фимин (и. о.), 22.04.2014 — 20.06.2014
- Валерий Давлетшин, 20.06.2014 — 26.02.2015
- Александр Блинов (и. о.), 26.02.2015 — 21.07.2015
- Александр Кащеев, 21.07.2015 — 26.06.2016
- Юрий Фимин, с 21.06.2017

## Хоккеисты «Амурских тигров» на крупных международных турнирах

### Юниорские чемпионаты мира
| Турнир                        | Участники     |
| ----------------------------- | ------------- |
| Юниорский чемпионат мира 2011 | Сергей Смуров |
| Юниорский чемпионат мира 2013 | Артём Зуб     |